# Mateusz Borkowski
Pour les articles homonymes, voir Borkowski.
Mateusz Borkowski (né le 2 avril 1997 à Starachowice) est un athlète polonais spécialiste du 800 mètres.

## Biographie
Cinquième du 800 mètres des Championnats d'Europe 2018, il remporte dès l'année suivante la médaille d'or des Championnats d'Europe espoirs, à Gävle.
En 2021, il décroche la médaille d'argent aux Championnats d'Europe en salle de Toruń, devancé par son compatriote Patryk Dobek.

## Palmarès
| Date | Compétition                    | Lieu       | Résultat | Épreuve   | Temps         |
| ---- | ------------------------------ | ---------- | -------- | --------- | ------------- |
| 2015 | Championnats d'Europe juniors  | Eskilstuna | 3e       | 800 m     | 1 min 49 s 21 |
| 2017 | Relais mondiaux                | Nassau     | 3e       | 4 × 800 m | 7 min 18 s 74 |
| 2017 | Championnats d'Europe espoirs  | Bydgoszcz  | 4e       | 800 m     | 1 min 48 s 92 |
| 2018 | Championnats d'Europe          | Berlin     | 5e       | 800 m     | 1 min 45 s 42 |
| 2019 | Championnats d'Europe espoirs  | Gävle      | 1er      | 800 m     | 1 min 48 s 75 |
| 2021 | Championnats d'Europe en salle | Toruń      | 2e       | 800 m     | 1 min 46 s 90 |